# Sirkjärvi
Sirkjärvi är en sjö i kommunen Villmanstrand i landskapet Södra Karelen i Finland. Sjön ligger 58,4 meter över havet. Arean är 1,23 kvadratkilometer och strandlinjen är 9,01 kilometer lång. Sjön  ingår i Vilajokis huvudavrinningsområde.   Den ligger omkring 23 km söder om Villmanstrand och omkring 180 km öster om Helsingfors. 
I sjön finns ön Kuusikkosaari. 